# Vähäjärvi (sjö i Eura, Satakunta)
Vähäjärvi är en sjö i kommunen Eura i landskapet Satakunta i Finland. Arean är 35 hektar och strandlinjen är 3,27 kilometer lång. Sjön  ingår i Lapinjokis huvudavrinningsområde.   Den ligger omkring 61 kilometer söder om Björneborg och omkring 170 kilometer nordväst om Helsingfors. 
I sjön finns ön Karinkallio. 